# Nolčovo
Nolčovo (in ungherese Nolcsó) è un comune della Slovacchia facente parte del distretto di Martin, nella regione di Žilina.